# Bathyphantes
Bathyphantes Menge, 1866 è un genere di ragni appartenente alla famiglia Linyphiidae.

## Distribuzione
Le 58 specie oggi note di questo genere sono state rinvenute in molteplici località, tanto da far ritenere il genere cosmopolita e fra i più adattabili ai vari habitat dell'intero ordine dei ragni.

## Tassonomia
Considerato un sinonimo anteriore di Oreodia Hull, 1950, a seguito del lavoro sugli esemplari denominati Oreodia minutula Hull, 1950 effettuato dagli aracnologi Millidge & Locket nel 1952.
È anche ritenuto sinonimo anteriore di Bathyphantoides Kaston, 1948, a seguito dello studio sugli esemplari denominati Bathyphantes brevis (Emerton, 1911), effettuato dall'aracnologo Hackman nel 1954.
Infine l'aracnologo Ivie, in un lavoro del 1969, ha definito i generi Diplostyla Emerton, 1882 e Kaestneria Wiehle, 1956 come sottogeneri di Bathyphantes, ma tale suggerimento non è stato seguito nelle pubblicazioni seguenti.
La denominazione Bathyphantes poculiforma Liu & Chen, 2010 inserita fra le specie valide da Tanasevitch è da ritenersi un errore per Neriene poculiforma Liu & Chen, 2010

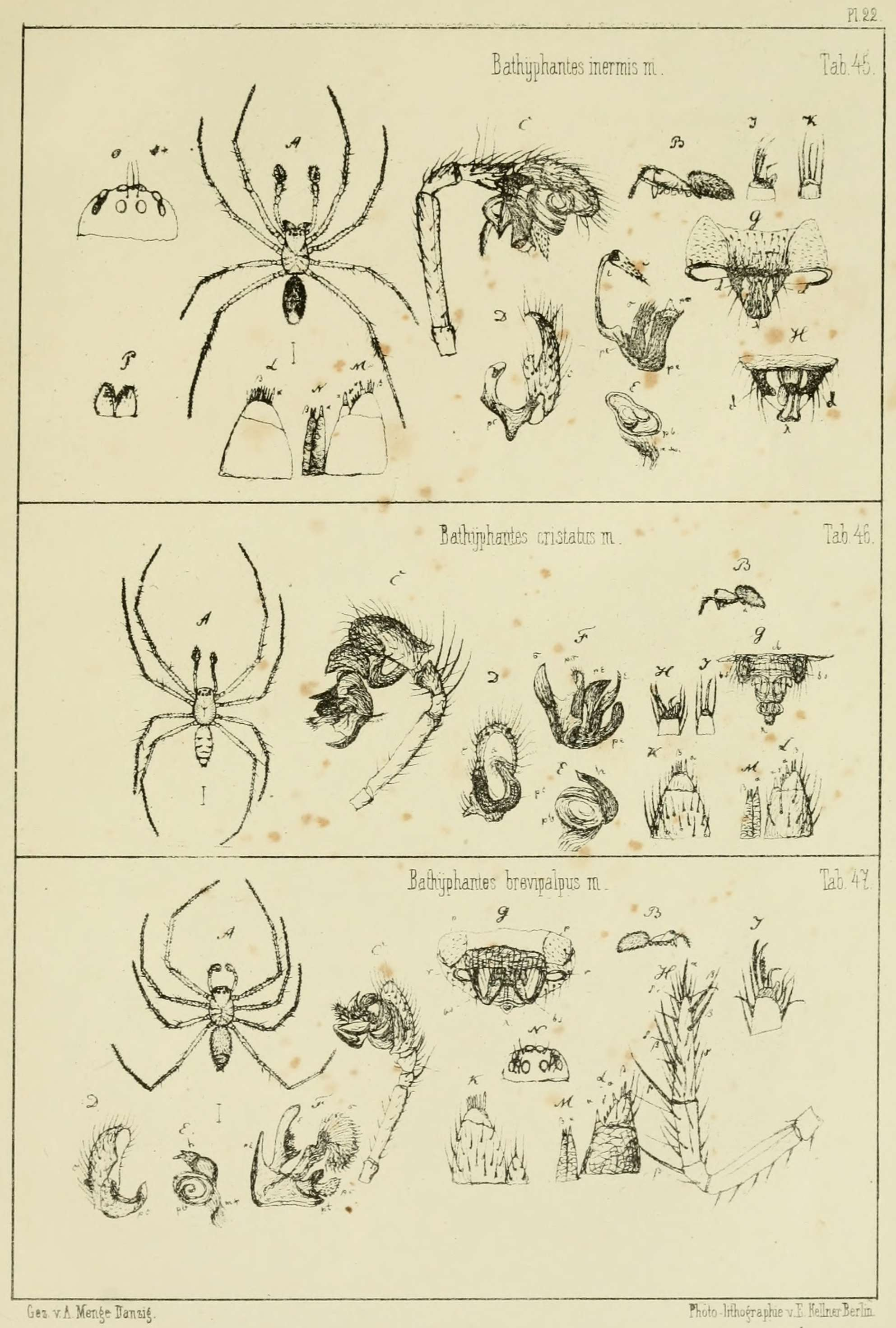
Bathyphantes inermis (45), Bathyphantes cristatus (46) e Bathyphantes brevipalpus (47) illustrati da Menge nella pubblicazione originale

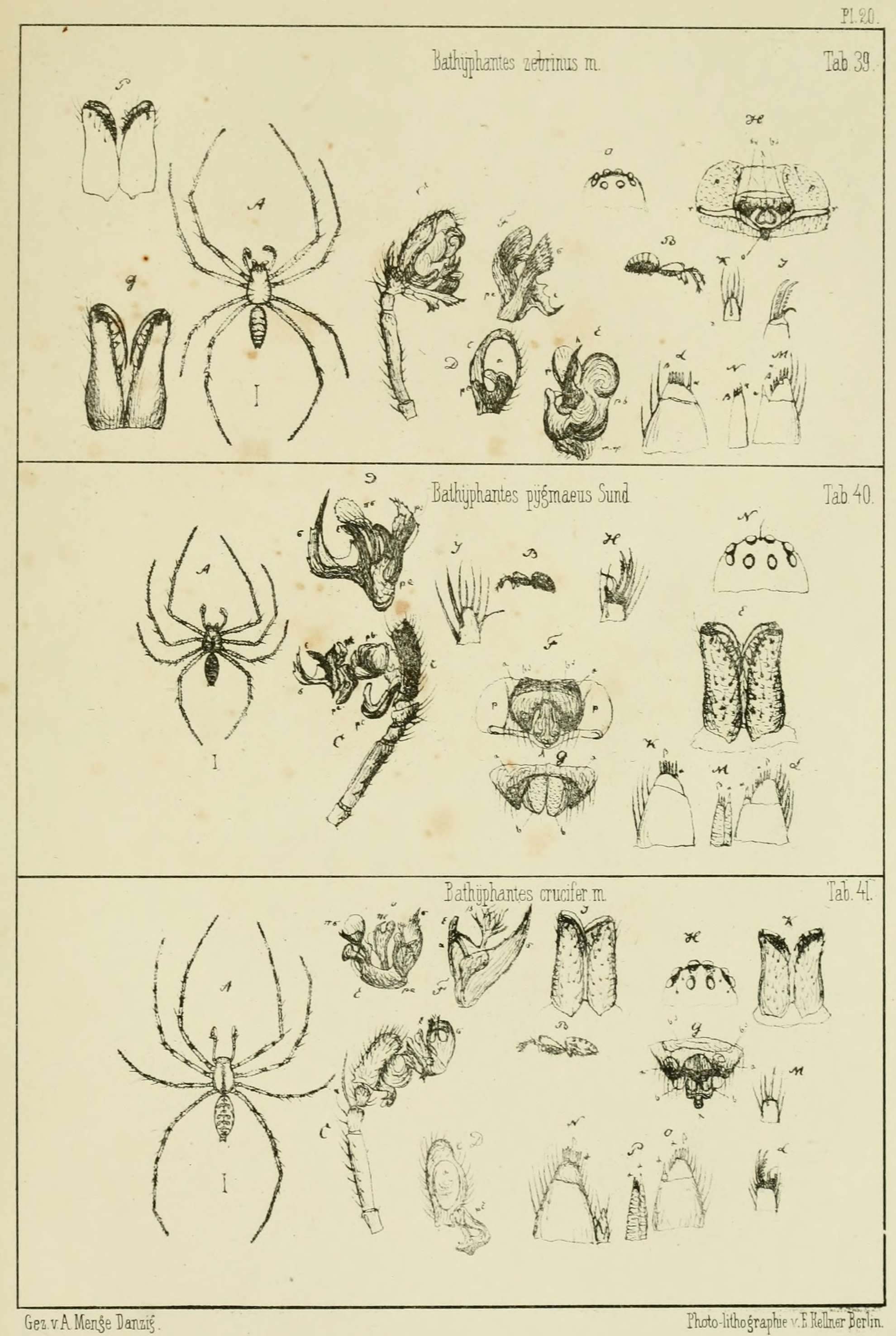
Bathyphantes zebrinus (39), Bathyphantes pygmaeus (40) e Bathyphantes crucifer (41) illustrati da Menge nella pubblicazione originale

A giugno 2012, si compone di 58 specie e una sottospecie secondo Platnick e di 60 specie ed una sottospecie per Tanasevitch:
1. Bathyphantes alameda Ivie, 1969 — USA, Canada
2. Bathyphantes alascensis (Banks, 1900) — USA, Canada, Alaska
3. Bathyphantes alboventris (Banks, 1892) — USA, Canada
4. Bathyphantes approximatus (O. P.-Cambridge, 1871) — Regione paleartica
5. Bathyphantes bishopi Ivie, 1969 — USA
6. Bathyphantes bohuensis Zhu & Zhou, 1983 — Cina
7. Bathyphantes brevipes (Emerton, 1917) — USA, Canada, Alaska
8. Bathyphantes brevis (Emerton, 1911) — USA, Canada, Alaska
9. Bathyphantes canadensis (Emerton, 1882) — Russia, Alaska, Canada, USA
10. Bathyphantes chico Ivie, 1969 — USA
11. Bathyphantes diasosnemis Fage, 1929 — USA
12. Bathyphantes dubius Locket, 1968 — Angola
13. Bathyphantes enslini Strand, 1910 — Germania
14. Bathyphantes eumenis (L. Koch, 1879) — Regione olartica
  - Bathyphantes eumenis buchari Ruzicka, 1988 — Europa centrale
15. Bathyphantes extricatus (O. P.-Cambridge, 1876) — Egitto
16. Bathyphantes fissidens Simon, 1902 — Argentina
17. Bathyphantes floralis Tu & Li, 2006 — Vietnam
18. Bathyphantes glacialis Caporiacco, 1935 — Karakorum
19. Bathyphantes gracilipes van Helsdingen, 1977 — Isola Sant'Elena
20. Bathyphantes gracilis (Blackwall, 1841)[4] — Regione olartica
21. Bathyphantes gulkana Ivie, 1969 — Russia, Alaska
22. Bathyphantes helenae van Helsdingen, 1977 — Isola Sant'Elena
23. Bathyphantes hirsutus Locket, 1968 — Congo
24. Bathyphantes humilis (L. Koch, 1879) — Europa orientale, Russia
25. Bathyphantes iviei Holm, 1970 — Russia, Alaska
26. Bathyphantes jeniseicus Eskov, 1979 — Finlandia, Russia
27. Bathyphantes keeni (Emerton, 1917) — Russia, Alaska, Canada, USA
28. Bathyphantes larvarum Caporiacco, 1935 — Karakorum
29. Bathyphantes latescens (Chamberlin, 1919) — USA
30. Bathyphantes lennoxensis Simon, 1902 — Argentina
31. Bathyphantes mainlingensis Hu, 2001 — Cina
32. Bathyphantes malkini Ivie, 1969 — USA, Canada
33. Bathyphantes menyuanensis Hu, 2001 — Cina
34. Bathyphantes minor Millidge & Russell-Smith, 1992 — Borneo
35. Bathyphantes montanus Rainbow, 1912 — Queensland
36. Bathyphantes nangqianensis Hu, 2001 — Cina
37. Bathyphantes nigrinus (Westring, 1851) — Regione paleartica
38. Bathyphantes ohlerti Simon, 1884 — Polonia
39. Bathyphantes orica Ivie, 1969 — USA, Canada
40. Bathyphantes pallidus (Banks, 1892) — USA, Canada, Alaska
41. Bathyphantes paradoxus Berland, 1929 — Isole Samoa
42. Bathyphantes parvulus (Westring, 1851) — Regione paleartica
43. Bathyphantes pogonias Kulczyński, 1885 — Russia, Alaska
44. Bathyphantes rainbowi Roewer, 1942 — Isola Lord Howe
45. Bathyphantes reprobus (Kulczynski, 1916) — Regione olartica
46. Bathyphantes reticularis Caporiacco, 1935 — Karakorum
47. Bathyphantes robustus Oi, 1960 — Corea, Giappone
48. Bathyphantes sarasini Berland, 1924 — Nuova Caledonia
49. Bathyphantes setiger F. O. P.-Cambridge, 1894 — Regione paleartica
50. Bathyphantes similis Kulczynski, 1894 — Europa, Russia
51. Bathyphantes tagalogensis Barrion & Litsinger, 1995 — Filippine
52. Bathyphantes tongluensis Chen & Song, 1988 — Cina
53. Bathyphantes umiatus Ivie, 1969 — Alaska
54. Bathyphantes vittiger Simon, 1884 — Francia
55. Bathyphantes waneta Ivie, 1969 — USA, Canada
56. Bathyphantes weyeri (Emerton, 1875) — USA
57. Bathyphantes yodoensis Oi, 1960 — Giappone
58. Bathyphantes yukon Ivie, 1969 — Alaska

### Nomina dubia
- Bathyphantes gracilis Lebert, 1877; esemplare maschile, reperito in Svizzera, a seguito di un lavoro di Lessert, (1910b), è da ritenersi nomen dubium[1].
- Bathyphantes meadei (Blackwall, 1853); esemplari maschili e femminili, rinvenuti in Inghilterra e originariamente descritti con la denominazione Linyphia meadii per evidenziarne la provenienza del nome da R. Meade. Trasferiti in questo genere da Simon (1884a), a seguito di un lavoro di Bristowe del 1941 sono da ritenersi nomina dubia[1].